# Элитис, Одисеас
Одисе́ас Эли́тис, при рождении Алепуде́лис (греч. Οδυσσέας Ελύτης (Αλεπουδέλης); 2 ноября 1911 — 18 марта 1996) — греческий поэт. Лауреат Нобелевской премии по литературе 1979 года «за поэтическое творчество, которое в русле греческой традиции, с чувственной силой и интеллектуальной проницательностью рисует борьбу современного человека за свободу и независимость».

## Биография
Из старинной семьи коммерсантов. Был младшим из 6 детей. Его отец Панайотис Алепуделис владел на Крите небольшим мыловаренным заводом. В 1917 году семья Алепуделиса переехала в Афины, где будущий поэт окончил среднюю школу. Первая публикация — в журнале Новые науки (Νέα Γράμματα, 1935), при поддержке Сефериса. Работал на радио (1945—1946, 1953—1954). В 1948—1952 и 1969—1972 годах жил в Париже, был близок к Андре Бретону; Реверди, Пикассо, Унгаретти, Джакометти, Шагалу. Пикассо и Матисс иллюстрировали книги Элитиса. В 1963 году посетил СССР. Лауреат национальных премий.

### Стихи
- Ориентиры (Προσανατολισμοί, 1940)
- Солнце первое (Ηλιος ο πρώτος, παραλλαγές πάνω σε μιαν αχτίδα, 1943)
- Песнь героическая и траурная о младшем лейтенанте, погибшем в Албании (Άσμα ηρωικό και πένθιμο για τον χαμένο ανθυπολοχαγό της Αλβανίας, 1946)
- То Аксион эсти - Достойно есть (Το Άξιον Εστί, 1959)
- Шесть и ещё одно переживание о небесах (Έξη και μια τύψεις για τον ουρανό, 1960)
- Светодерево и четырнадцатая красота (Το φωτόδεντρο και η δέκατη τέταρτη ομορφιά, 1972)
- Солнце всемогущее (Ο ήλιος ο ηλιάτορας, 1971)
- ЭР Эроса (Τα Ρω του Έρωτα, 1973)
- Монограмма (Το Μονόγραμμα, 1972)
- Единокровные (Τα Ετεροθαλή, 1974)
- Сигнальная книга (Σηματολόγιον, 1977)
- Мария Нефели (Μαρία Νεφέλη, 1978)
- Три поэмы под флагом благоприятствования (Τρία ποιήματα με σημαία ευκαιρίας 1982)
- Дневник невидимого апреля (Ημερολόγιο ενός αθέατου Απριλίου, 1984)
- Кринагор (Κριναγόρας, 1987)
- Юнга (Ο Μικρός Ναυτίλος, 1988)
- Элегии Оксопетры (Τα Ελεγεία της Οξώπετρας, 1991)
- К западу от печали (Δυτικά της λύπης, 1995)

### Проза
- Истинное лицо и лирическая храбрость Андреаса Калвоса (Η Αληθινή φυσιογνωμία και η λυρική τόλμη του Ανδρέα Κάλβου, 1942)
- 2x7 e (collection of small essays) (2χ7 ε (συλλογή μικρών δοκιμίων))
- Раскрывая карты (Ανοιχτά χαρτιά (συλλογή κειμένων), 1973)
- Художник Феофил (Ο ζωγράφος Θεόφιλος, 1973)
- Чары Пападиамантиса (Η μαγεία του Παπαδιαμάντη, 1975)
- Справка об Андреасе Эмбирикосе (Αναφορά στον Ανδρέα Εμπειρίκο, 1977)
- Публичное и частное (Τα Δημόσια και τα Ιδιωτικά, 1990)
- Частная дорога (Ιδιωτική Οδός, 1990)
- Незаполненный бланк (сборник текстов)(«Εν λευκώ» (συλλογή κειμένων), (1992)
- Сад с иллюзиями (Ο κήπος με τις αυταπάτες, 1995)

### Переводы
- Второе писание(Δεύτερη γραφή, 1976)
- Сафо (Σαπφώ)
- Откровение Иоанна (Η αποκάλυψη, 1985)

### Книги в переводе на русский язык
- Концерт гиацинтов. — Пер. с греч. М. Арутюновой; сост. И. И. Ковалева. Вступит. статья Д. Ялмаса. — М.: ОГИ, 2008. — 99 с.: ил., портр.; в пер.  — ISBN 978-5-94282-467-9 (Греческая библиотека: рабочие тетради = Ellhnikh Biblioơhkh / Московский гос. ун-т им. М. В. Ломоносова, Филологический фак., Каф. византийской и новогреческой филологии; 3)
- Достойно есть: Поэма. — Пер. с греческого, послеслов. и коммент. Ипполита Харламова. Вступит. статья Д. Ялмаса. — М.: ОГИ. 2019. — 168 с.; 1200 экз. — ISBN 978-5-94282-861-5 (Греческая б-ка)
- Слово июля: Избранные стихотворения. — Пер. с греческого и коммент. Ипполита Харламова. Вступит. статья Д. Ялмаса. — М.: ОГИ. 2020. — 360 с.; 1200 экз. —— ISBN 978-5-94282-885-1 (Греческая б-ка)

## Творчество
В 1961 году композитор Микис Теодоракис положил поэму Элитиса «Достойно есть» на музыку, создав одноимённую ораторию.

## Память
По случаю 100-летия со дня рождения поэта 2011 год в Греции был объявлен годом Одисеаса Элитиса. Основной среди нескольких фондов, которые организовали мероприятия-посвящения поэту, — Афинский концерт-холл «Мегарон».
В честь Элитиса назван международный аэропорт города Митилини.